# Constanza Starace
Constanza Starace (Beata María Magdalena de la Pasión, Nápoles, 5 de septiembre de 1845 - Angri, 12 de enero de 1921) fue una religiosa italiana, beatificada por el Papa Benedicto XVI.
Ingresó a la orden de las Siervas de María, pero poco tiempo después, en 1871, fundó la Congregación de "Hermanas Compasionistas de Angri", dedicada a ayudar a niños y ancianos desamparados en tierras napolitanas, siendo ella su primera Superiora General. Como religiosa tomó el nombre de María Magdalena de la Pasión.
Murió en Angri en 1921 a la edad de 76 años, y fue beatificada en 2007
- Datos: Q2031053
- Multimedia: Maria Maddalena Starace / Q2031053